# モハメド・トラオレ (1991年生のサッカー選手)
モハメド・ラミン・トラオレ（Mohamed Lamine Traoré、1991年10月13日 - ）は、ギニアとイタリアのサッカー選手。元ギニア代表。ポジションはDF。

## クラブ歴
ギニア出身でパルマ・カルチョ1913の下部組織に長く在籍した。2010年7月10日にFCズュートティロールに期限付き移籍。2011年夏にはフォッジャ・カルチョと500ユーロで共同保有となったが、2012年6月に再びパルマの完全保有となった。7月26日に同じく500ユーロでFCクロトーネと共同保有になったが、2013年1月22日に再びパルマの所有になり、2年半契約を締結。7月13日にASグッビオ1910にパルマのチームメイトであるピエトロ・バッコロ、ジュゼッペ・カッカヴァッロ、イヴァン・カッチオリ、ジャンマルコ・フェラーリ、アレッサンドロ・ルパリーニ、ミケーレ・モロニ、バダラ・サール、アンジェロ・タルタグリアと共にレンタル移籍。2014年1月31日に彼は再びズュートティロールにレンタル移籍となった。この時にはパルマからグッビオ経由でズュートティロールにリッカルド・コクッザとともに移籍しており、反対にアンドレア・モリネッリがズュートティロールからグッビオに移籍した。
2014年6月30日に、パルマはACチェゼーナにエンマヌエル・カッショーネを250万ユーロで、トラオレを150万ユーロで、カルロ・クリアレーゼを100万ユーロで売却、逆にチェゼーナはパルマにニコラ・ラヴァグリアを250万ユーロで、ニコロ・ロッリを150万ユーロで、ジャンルカ・トゥルチェッタを100万ユーロで売却した。彼は3年契約を締結した。7月24日にサンタルカンジェロ・カルチョへ期限付き移籍となった。

## 代表歴
2011年9月6日に行われたベネズエラ代表との親善試合にギニア代表として出場した。